# Mobile Nations
Mobile Nations是一家美國的網路媒體公司，旗下網站有：Windows Central、Android Central、iMore、CrackBerry、Connectedly。

## 簡介
Mobile Nations擁有34億讀者在每月閱讀。它主要以在線出版物、網路社區、商店和互聯網廣播為業務。Mobile Nations的歷史可以追溯到近15年。約在最早的智慧型手機的和連接設備雛形出現時 (約西元2000年) Mobile Nations便逐漸浮現。它的核心方針是「給予並尋求透過智能手機和平板電腦擁有者，新聞、入門指南、評論、建議的值得信賴的機構，並在最忙碌又熱情的社區中有各自的空間，進而擴張覆蓋到所連接設備的智能小工具的新時代。」其編輯團隊是由已經歷練多年的奉獻、動手、體驗並豐富了他們的知識，同時也是熱情的愛好者。這種做法已經讓Mobile Nations的網站各培養超過600萬註冊會員。

## 名稱歷史
最初名為Smartphone Experts，後更名為Mobile Nations。